# Villa Hayes
Villa Hayes è una città del Paraguay, capitale del dipartimento Presidente Hayes; la città dista 31 km dalla capitale del paese, Asunción e si trova sulla sponda settentrionale del fiume Paraguay; è uno dei municipi che costituiscono l'agglomerato urbano chiamato Grande Asunción. A causa delle sue vicissitudini storiche è anche chiamata “la città dai cinque nomi”.

## Popolazione
Al censimento del 2002 Villa Hayes contava una popolazione urbana di 15.823 abitanti (57.217 nel suo immenso distretto), secondo i dati della Dirección General de Estadística, Encuestas y Censos. Nel distretto sono presenti varie nazioni indigene e coloni mennoniti.

## Storia
La città fu fondata nella seconda metà del XVIII secolo dall'allora governatore coloniale del Paraguay Pedro Melo de Portugal y Villena; a porre le basi per la sua crescita fu il sacerdote cattolico Francisco Amancio González Escobar, che le diede il nome di Reduccion Melodía. Proprio in onore al sacerdote la città, quasi del tutto spopolata dopo pochi anni, prese il nome di Amancio Cué.
Un decreto promulgato nel 1855 dal presidente Carlos Antonio López, che intendeva installarvi un gruppo di coloni francesi, la rinominò  Colonia Nueva Burdeos (Colonia Nuova Bordeaux), ma già l'anno seguente, visto che il tentativo non aveva avuto fortuna, il nome fu cambiato per decreto in Villa Occidental. Alla conclusione della guerra della Triplice Alleanza la città fu occupata dagli argentini, che rivendicarono tutto il territorio compreso tra i fiumi Pilcomayo e Río Verde. Si dovette ricorrere così ad un arbitrato, affidato al presidente degli Stati Uniti d'America Rutherford B. Hayes; quest'ultimo accettò le tesi proposte dal mediatore paraguayano Benjamín Aceval affidando al Paraguay il territorio conteso. In onore al presidente statunitense la città fu rinominata Villa Hayes.

## Economia
A Villa Hayes si trovano un'importante acciaieria, un cantiere navale e piccole industrie di trasformazione di prodotti alimentari. Il distretto è la più importante zona di allevamento bovino del paese.

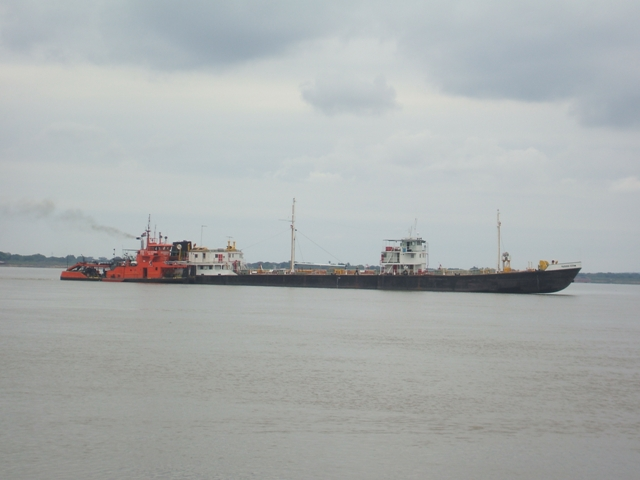
Barca sul fiume Paraguay

## Infrastrutture e trasporti
Storicamente la via di trasporto principale della zona è stata da sempre il fiume Paraguay. In tempi recenti la strada asfaltata denominata “Transchaco” (Ruta IX Carlos Antonio López) ha unito la città alla capitale Asunción attraverso il ponte chiamato “Puente Remanso”.